# Schemat rozpadu
Schemat rozpadu promieniotwórczego jądra danego izotopu pierwiastka jest graficznym przedstawieniem wybranych bądź wszystkich sposobów rozpadu oraz przejść energetycznych charakterystycznych dla tego radionuklidu. Rysunkowi towarzyszą opisy charakteryzujące ilościowo opisywany rozpad lub przejście (przemianę).

Schemat rozpadu jądra kobaltu-60 (^{60}Co)

Prosty przykład schematu rozpadu przedstawiony jest po prawej stronie i dotyczy kobaltu-60. 60Co rozpada się poprzez emisję elektronu (rozpad beta minus) z czasem połowicznego zaniku ok. 5,26 lat do stanu wzbudzonego niklu-60, który dalej bardzo szybko przechodzi do stanu podstawowego 60Ni poprzez emisję dwóch fotonów promieniowania gamma.
{\displaystyle {}_{27}^{60}{\hbox{Co}}\;\to \;_{28}^{60}{\hbox{Ni}}\;+\;e^{-}\;+\;{\overline {\nu }}_{e}}
Bardzo przydatnym przy tworzeniu i korzystaniu ze schematu rozpadu jest patrzenie na niego jak na umieszczonego w układzie współrzędnych, w którym na osi pionowej znajduje się energia (wzrasta do góry) zaś na osi poziomej jest liczba atomowa (liczba protonów w jądrze), wzrastająca w prawo. Wtedy strzałki ukośne reprezentują emitowane cząstki zaś strzałki pionowe – kwanty promieniowania gamma. Przy przemianach gamma podane są energie emitowanych kwantów, przy rozpadach beta – maksymalna energia emitowanych elektronów.
Nikiel jest na prawo od kobaltu, gdyż jego liczba atomowa (28) jest większa od liczby protonów kobaltu (27). Podczas rozpadu beta minus liczba protonów wzrasta o 1. Podczas rozpadu beta plus (oraz rozpadu alfa) strzałka ukośna wskaże jądro po lewej stronie wyjściowego, gdyż w tym przypadku liczba atomowa maleje (o 1 w przypadku rozpadu beta plus oraz o 2 w przypadku rozpadu alfa).
Z zasady zachowania energii i faktu, że emitowane cząstki unoszą część energii jądra strzałki na schemacie rozpadu mogą być kierowane tylko w dół, czy to pionowo czy pod kątem.

Schemat rozpadu ^{198}Au

Nieco bardziej skomplikowany przykład prezentowany jest na rysunku po lewej, jest to schemat rozpadu jądra 198Au które może być wytworzone podczas naświetlania naturalnego złota neutronami w reaktorze jądrowym. 198Au rozpada się poprzez rozpad beta do jednego z dwóch stanów wzbudzonych albo do stanu podstawowego izotopu rtęci-198. Na rysunku rtęć jest po prawej stronie złota gdyż posiada o 1 proton więcej w jądrze niż atomy tego metalu szlachetnego. Stany wzbudzone ulegają szybko deekscytacji z emisją kwantów gamma o określonej energii.

Schemat rozpadu ^{99m}Tc

Zazwyczaj wzbudzone stany jądrowe są bardzo krótkożyciowe, ulegając deekscytacji prawie natychmiast po rozpadzie beta do nich prowadzącym (patrz przykład wyżej ze złotem-198), wzbudzony stan izotopu technetu pokazany na rysunku po prawej stronie jest w porównaniu z innymi długożyciowy. Z tej racji stan ten zwany jest "metastabilnym" (stąd litera "m" w symbolu nuklidu 99mTc). Ten izotop technetu przechodzi do stanu podstawowego poprzez emisję promieniowania gamma z okresem półtrwania ok. 6 godzin.

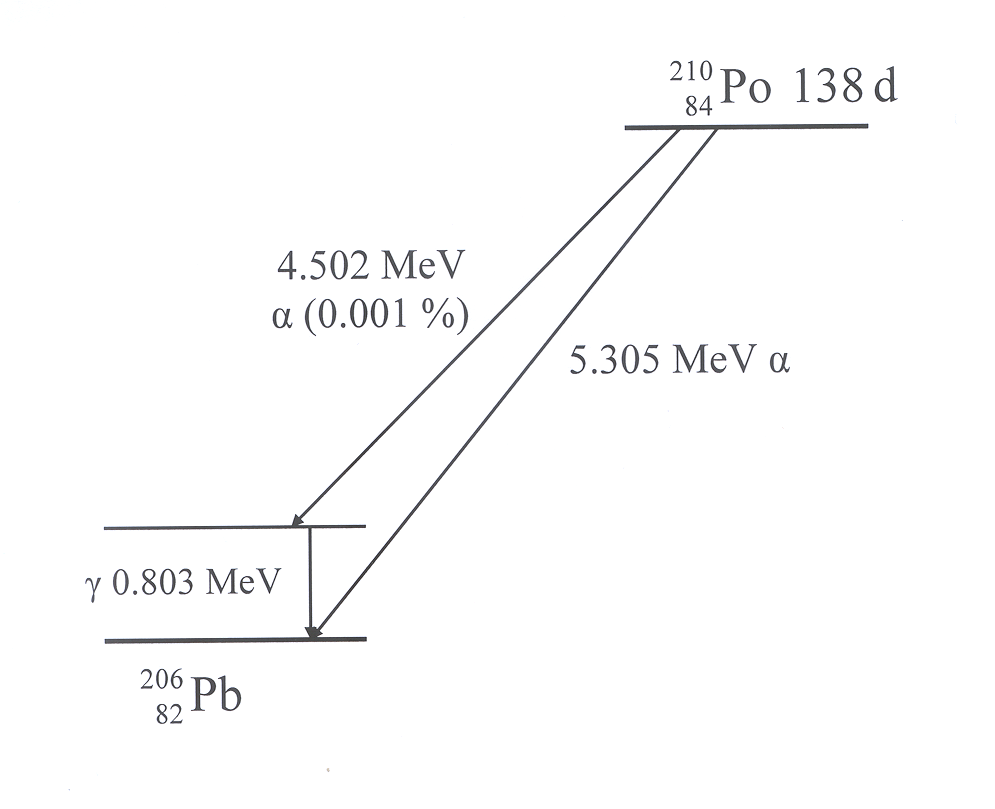
Schemat rozpadu ^{210}Po

Na rysunku po lewej widać przykład schematu rozpadu alfa. Dotyczy on izotopu polonu, pierwiastka odkrytego przez Marię Skłodowską-Curie, o liczbie masowej 210. Nuklid ten jest przedostatnim członkiem szeregu uranowo-radowego; rozpada się na stabilny izotop ołowiu z czasem półtrwania równym ok. 138 dni. W prawie wszystkich przypadkach rozpad polega na emisji cząstki alfa o energii 5,305 MeV. Tylko w jednym przypadku na 100 000 pojawia się cząstka alfa o niższej energii, wtedy rozpad prowadzi do wzbudzonego stanu izotopu 206Pb, który następnie przechodzi do stanu podstawowego poprzez emisję promieniowania gamma.